# Sardinella brachysoma
Sardinella brachysoma es una especie de pez de la familia Clupeidae en el orden de los Clupeiformes.

## Morfología
Los machos pueden alcanzar 13 cm de longitud total.

## Distribución geográfica
Se encuentra en Madagascar, Madras (India), Indonesia y el norte de Australia.

## Costumbres
Forma bancos en las aguas costeras.